# Alea iacta est

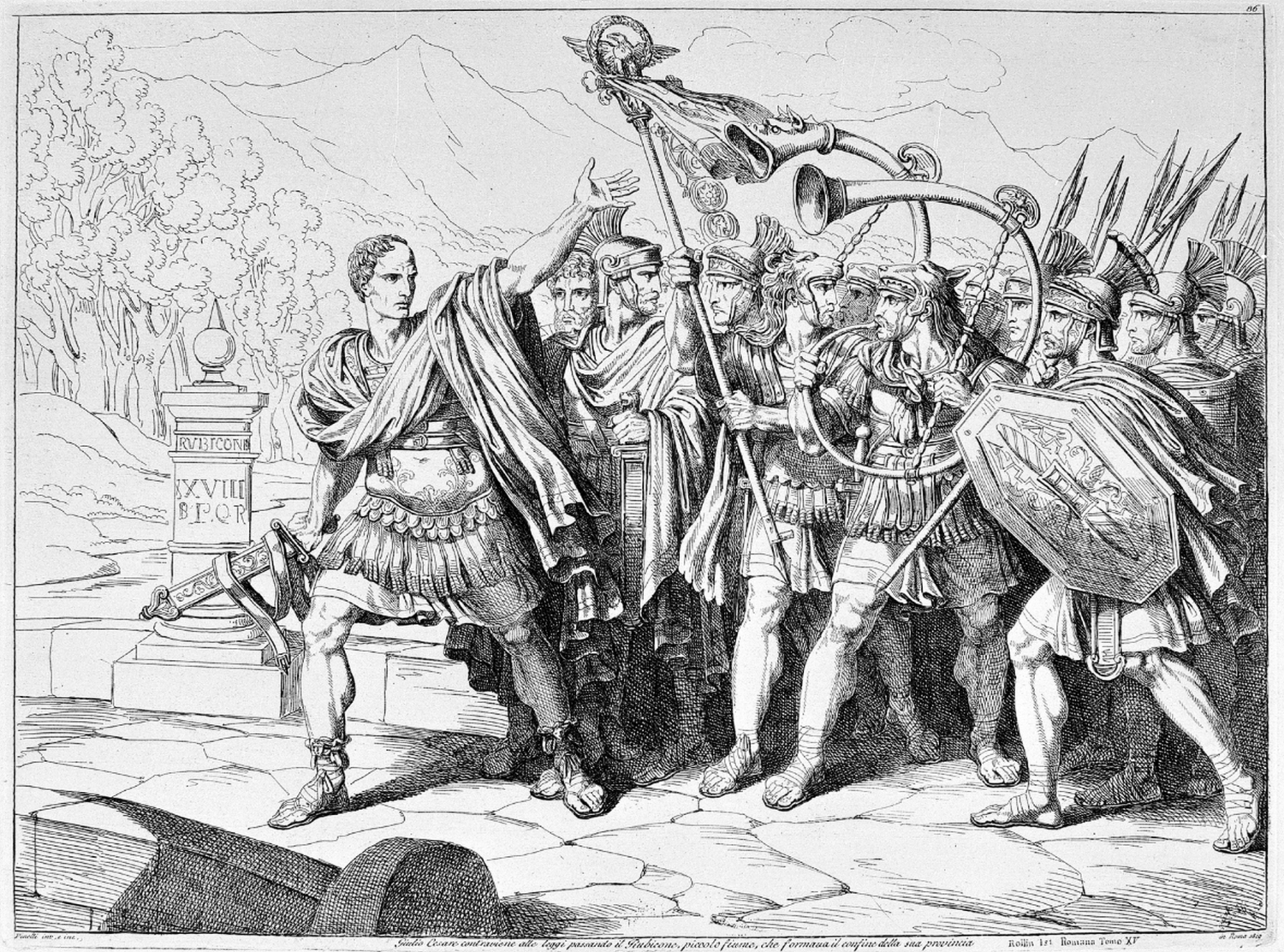
Giulio Cesare varca il Rubicone (incisione di Bartolomeo Pinelli, 1819)

Alĕa iacta est, tradizionalmente tradotta in italiano come Il dado è tratto, cioè "il dado è stato tirato", è una frase latina divenuta proverbiale nel senso metaforico di "la decisione è presa", "la sfida è ormai lanciata". Tale espressione si cita quando si prende una decisione dalla quale non si può più tornare indietro, per indicare che si è superato il punto di non ritorno.
Secondo Svetonio (Divus Iulius, 32), la frase, nel diverso ordine di parole Iacta alĕa est, fu pronunciata da Cesare il 10 gennaio 49 a.C. prima di attraversare il fiume Rubicone con il suo esercito e dare così inizio alla guerra civile contro Pompeo.
Lo stesso evento storico ha ispirato un altro modo di dire, entrato nell'uso comune col medesimo significato: varcare il Rubicone, o passare il Rubicone.
Il motto compare nel cartiglio sia dello stemma del Comune di Rimini sia in quello della Provincia di Forlì-Cesena: nel primo, tuttavia, nella forma JACTA EST ALEA, nel secondo nella versione ALEA IACTA EST divenuta corrente.

## Fonti e interpretazioni
(Gaio Svetonio Tranquillo, Divus Iulius, 32. Traduzione di Paolo Del Rosso)

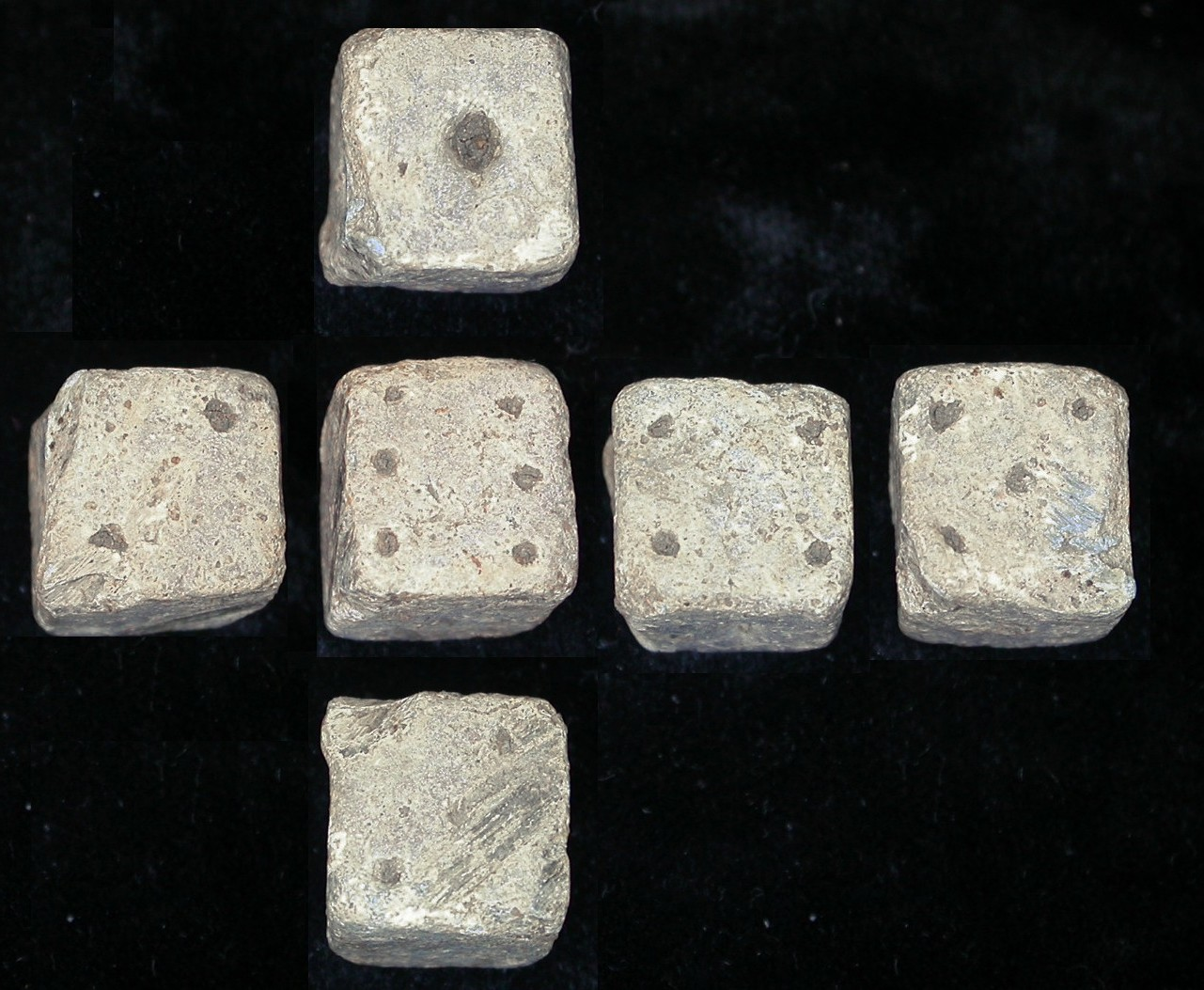
Immagine composita di tutti i sei lati di un dado romano.

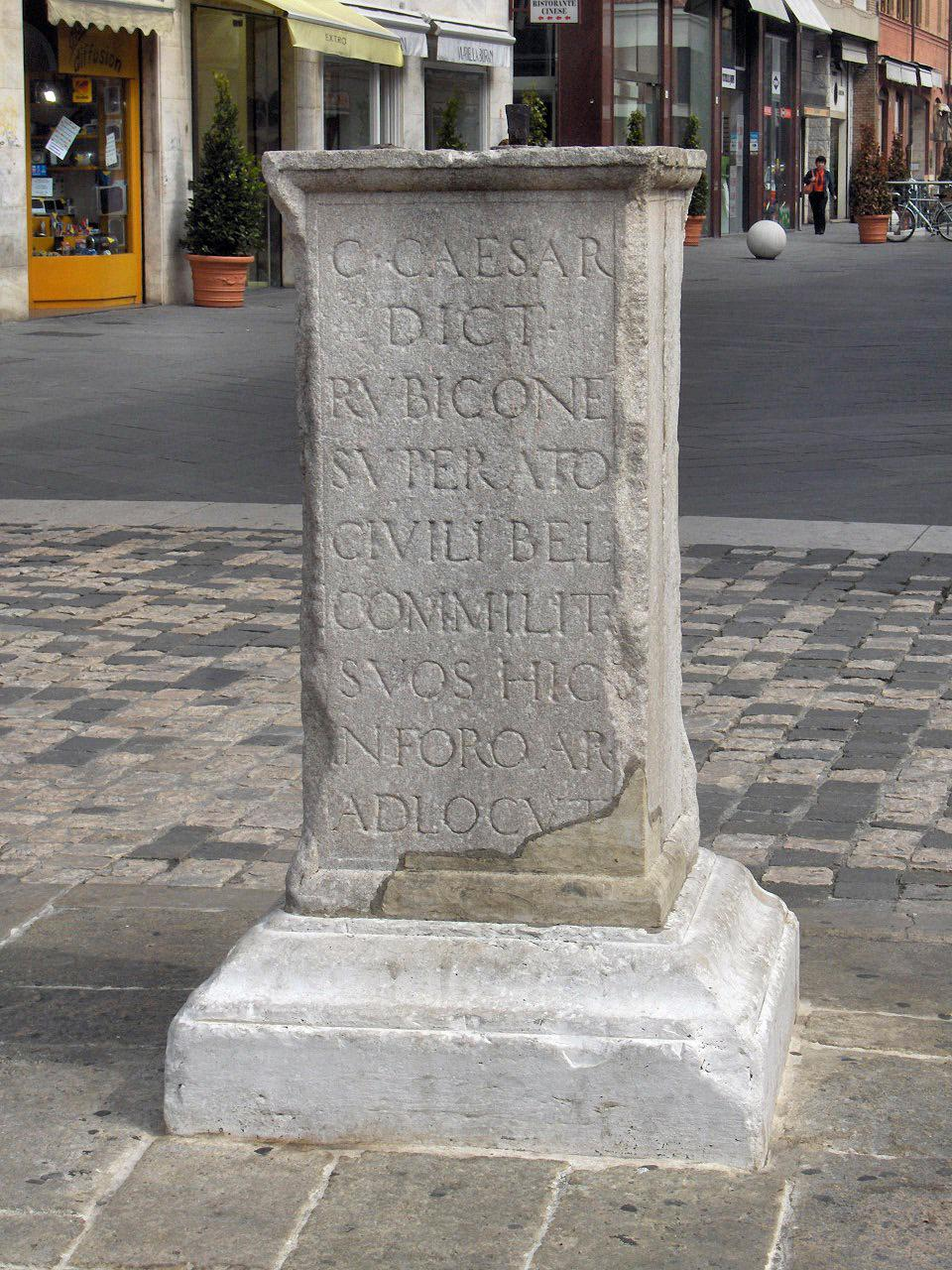
Colonna che segna il punto in cui secondo la tradizione Giulio Cesare arringò l'esercito a Rimini, dove giunse dopo aver attraversato il Rubicone.

È una frase attribuita da Svetonio — che la riprende probabilmente da Asinio Pollione — nel suo De vita Caesarum (Divus Iulius), a Giulio Cesare, che l'avrebbe proferita la notte del 10 gennaio del 49 a.C. prima di varcare il fiume Rubicone (o il Pisciatello) alla testa delle proprie truppe, violando apertamente la legge che proibiva l'ingresso armato entro i confini dell'Italia e dando il via alla seconda guerra civile.

La frase, probabilmente in citazione di una commedia di Menandro, l'Arrefora, fu detta in greco, come tramanda Plutarco nelle Vite parallele, e in greco era forse una frase proverbiale:
(Plutarco, Vita di Pompeo, 60, 2)
Erasmo da Rotterdam avanzò la congettura che la lezione usualmente riportata del testo svetoniano sia il risultato di un errore di trascrizione, che ha causato la perdita dell'ultima lettera, mutando esto (imperativo futuro di 2ª/3ª persona singolare) in est (indicativo presente di 3ª singolare); iacta alea esto avrebbe dovuto essere la forma corretta, più efficace e meglio accordantesi con l'imperativo di terza persona tramandato da Plutarco: «ἀνερρίφθω κύβος» (anerrìphthō kỳbos) ovvero "che il dado sia tratto", "si getti il dado".